# Orgullo de Toronto

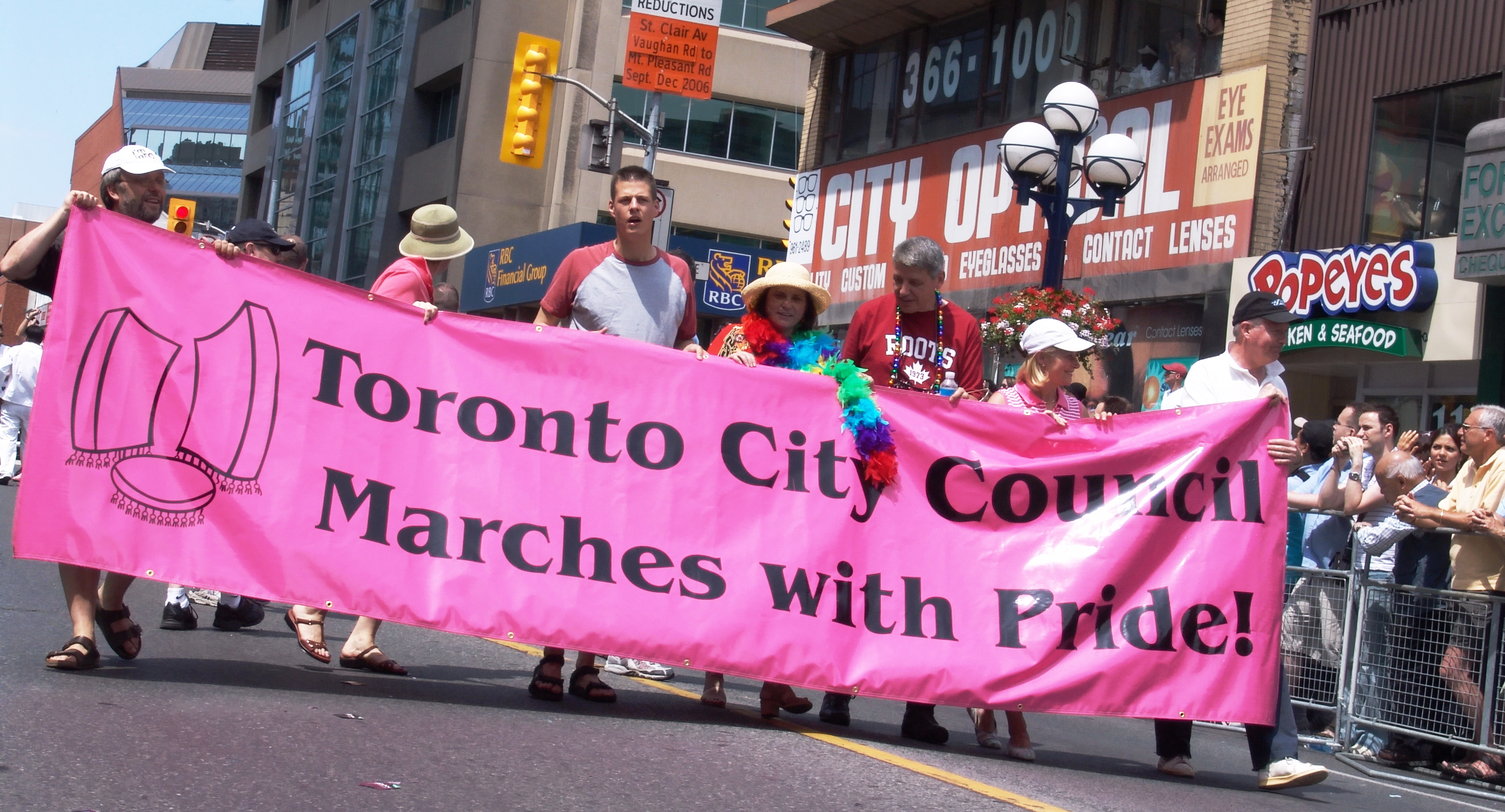
Varios concejales de la ciudad de Toronto participando en la Marcha del Orgullo de 2006.

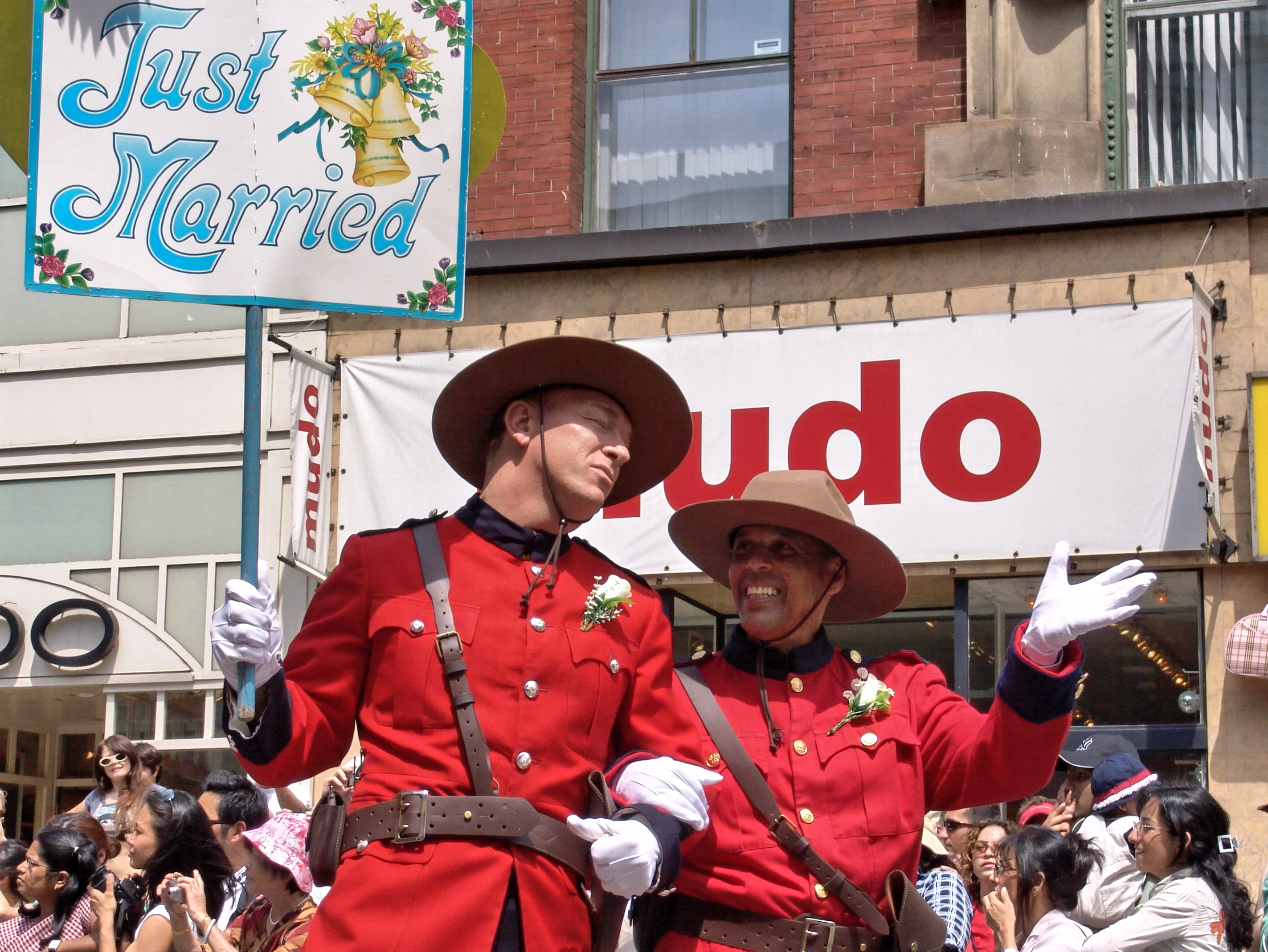
Dos hombres vestidos con trajes de imitación de la Policía Montada del Canadá celebran su boda.

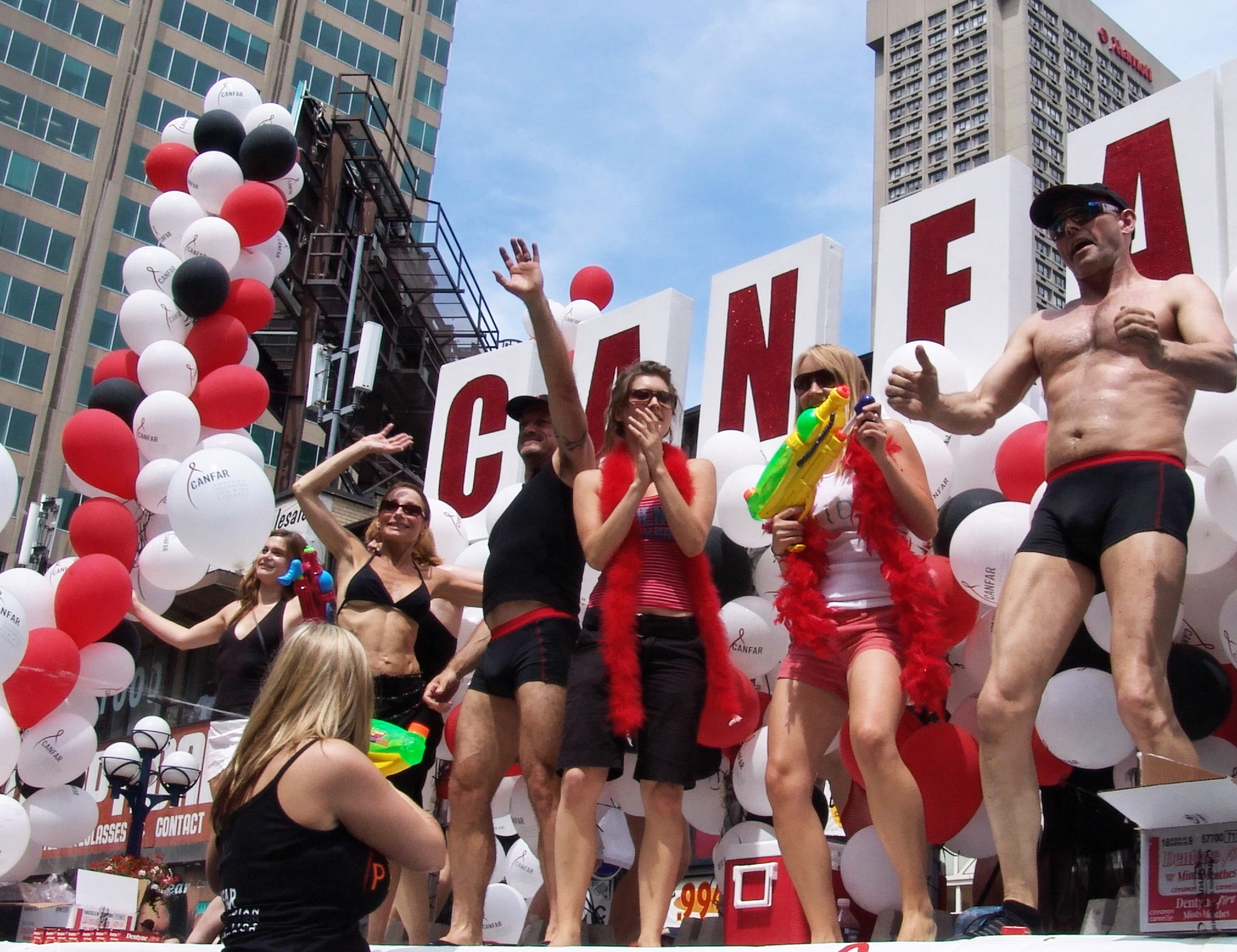
Carroza de la organización CANFAR durante la marcha de 2006.

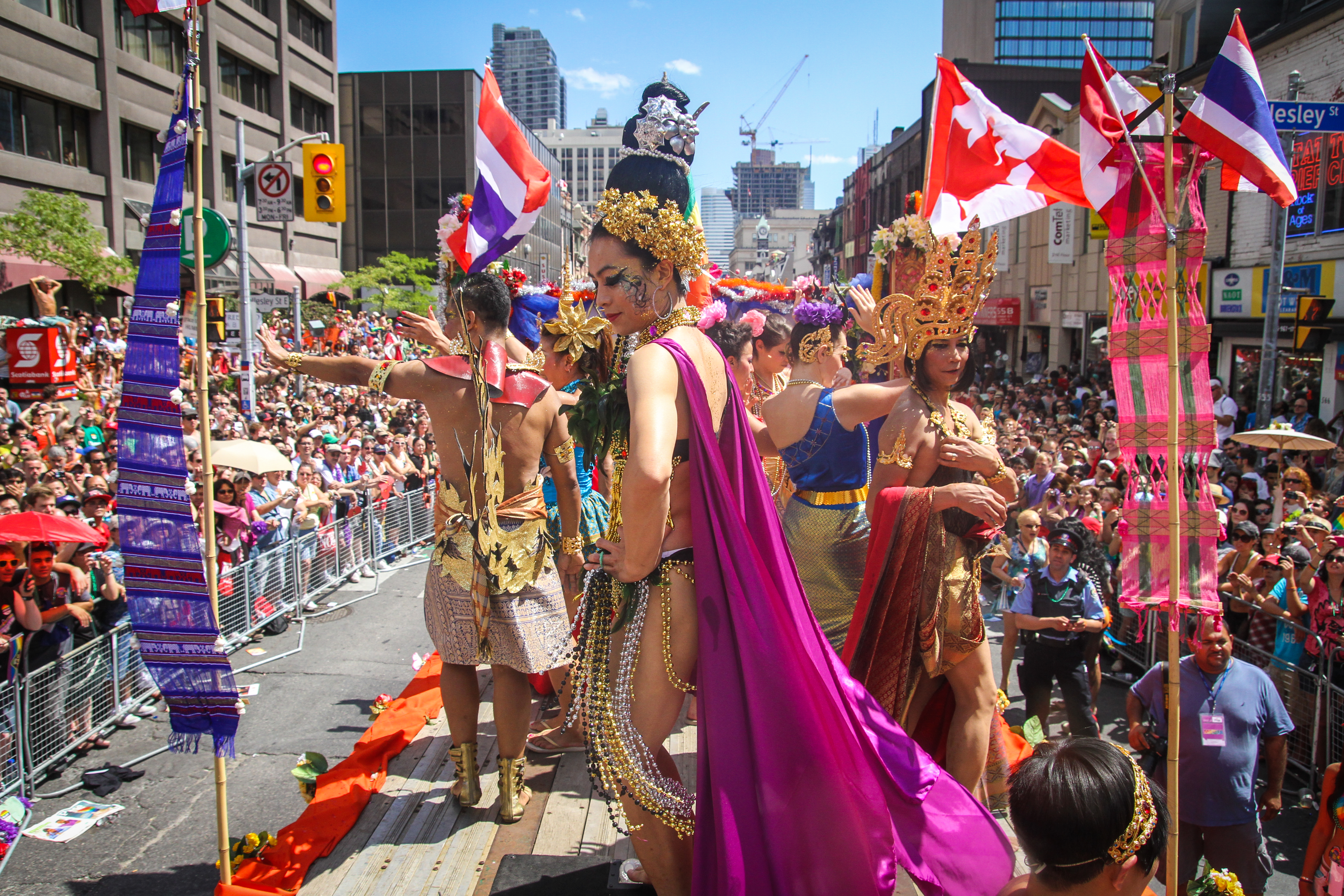
Carroza tailandesa-canadiense durante la Marcha del Orgullo de 2012.

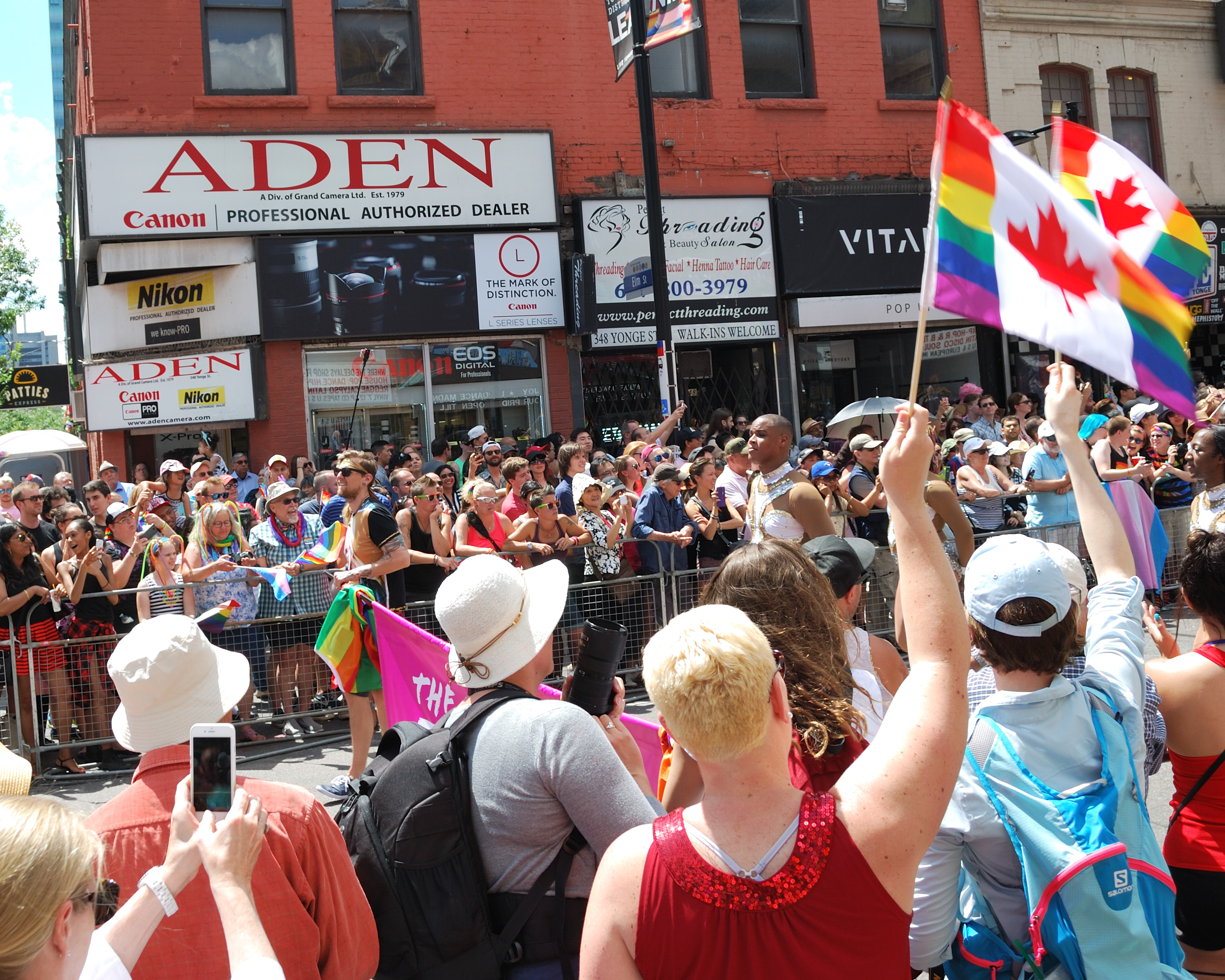
Marcha del Orgullo de 2016.

El Orgullo de Toronto es un evento anual que se lleva a cabo cada junio en Toronto, Canadá, con el objetivo de celebrar la diversidad de la comunidad LGBT en el área metropolitana de Toronto. Es uno de los festivales del Orgullo LGBT más grandes del mundo, con varios escenarios con artistas en vivo, numerosas sedes oficiales, y marchas como la del Orgullo LGBT de Toronto, la Dyke March y una marcha de personas trans. El centro del festival es el barrio de Church and Wellesley, mientras que las marchas se realizan principalmente a lo largo de las calles Yonge, Gerrard y Bloor.
El evento es organizado por Pride Toronto, una organización sin fines de lucro. Un total de más de 20 equipos organizan los aspectos del festival. Anteriormente, cada equipo estaba administrado por dos o tres líderes de equipo voluntarios. En 2019, se tomó la decisión de reducirlo a un líder por equipo en favor de un enfoque centrado en el personal. La visión a largo plazo y la supervisión estratégica de la organización y el festival son gestionadas por 12 voluntarios en la junta directiva. Para 2020, la junta estaba formada por seis miembros.
La primera marcha tuvo lugar en junio de 1981. Durante la mayor parte de su historia, el Orgullo fue un festival de siete a diez días centrado en la última semana de junio, y la marcha tenía lugar el último fin de semana del mes o el primer fin de semana de julio. Desde 2016, todo el mes de junio está declarado mes del Orgullo, con un programa de eventos durante todo el mes previo a la marcha.
Debido al impacto de la pandemia de COVID-19 en Canadá, las festividades del Orgullo presenciales de la organización para 2020 y 2021, incluyendo la Marcha Trans, la Marcha Dyke y el Marcha del Orgullo, fueron cancelados. En ambos años se llevaron a cabo festividades del Mes del Orgullo Virtual y una "marcha" en línea.
Durante cada edición, se selecciona una temática que refleje el contexto actual de la comunidad queer y ayuda a dar forma a las festividades. Algunas temáticas de años anteriores han sido: "Fearless" (2006), "¡Imparable!" (2007), "Unificados" (2008), "No puedo parar. No pararé". (2009) y "+" (2017).

## Historia
La Semana del Orgullo de Toronto surgió de las protestas masivas que siguieron a las redadas de los baños públicos de Toronto de 1981 y celebró su aniversario 25 en 2005. En el desfile de 2005, el recién nombrado jefe de policía de Toronto, Bill Blair, se convirtió en el primer jefe de policía en la historia de la ciudad en participar personalmente en el desfile. Marchó junto a políticos de todos los partidos, incluidos varios ministros del gabinete federal y provincial y el alcalde David Miller.
Los funcionarios de Pride Toronto dijeron que la Semana del Orgullo 2009 atrajo a aproximadamente un millón de personas a la ciudad y contribuyó con 136 millones de dólares canadienses a la economía local.  
El 15 de junio de 2009, poco antes de la celebración del festival de la Semana del Orgullo de 2009, se anunció a través de la oficina de la entonces Ministra de Estado, Diane Ablonczy, que Pride Toronto recibiría una subvención federal de 400 000 dólares en el marco del programa Marquee Tourism. Poco después de este anuncio, el Instituto de Valores Canadienses de Charles McVety emitió una declaración pública titulada "Los conservadores anuncian un nuevo programa para financiar desfiles sexuales", que condenó al gobierno conservador de Stephen Harper por otorgar el financiamiento para el Orgullo de Toronto. Tiempo después se reveló que el gobierno había retirado a Ablonczy la responsabilidad del programa Marquee Tourism y que la declaración del Instituto de Valores Canadienses había motivado esta decisión. El parlamentario conservador Brad Trost fue citado diciendo: "La comunidad provida y profamilia debe saber y comprender que el dinero de financiación del turismo que se destinó al desfile del orgullo gay en Toronto no fue una política gubernamental".

### WorldPride 2014
En la conferencia anual 28 de InterPride, celebrada en octubre de 2009 en San Petersburgo, Florida, los miembros de InterPride votaron a favor de aceptar la oferta de Pride Toronto para albergar WorldPride 2014 por primera vez en América del Norte. En la primera ronda de votaciones, Toronto obtuvo 77 votos frente a los 61 de Estocolmo. En la segunda y última ronda de votación, Estocolmo fue eliminada y Toronto obtuvo el 78% de los votos, cumpliendo la mayoría de dos tercios necesaria para finalizar el proceso de selección. WorldPride 2014 en Toronto incluyó una ceremonia de apertura con conciertos en la Plaza Nathan Phillips, una conferencia internacional de derechos humanos, una variedad de eventos sociales y de networking, incluidas las celebraciones del Día de Canadá y del Día de la Independencia, y una exposición que conmemoró el aniversario 45 de los disturbios de Stonewall .
El evento atrajo alrededor de 2 millones de visitantes. El beneficio económico a la ciudad se cuantificó en primera instancia en 286 millones de dólares canadienses, aunque luego la cifra se actualizó a 719 millones de dólares.

### Pandemia de COVID-19
El 31 de marzo de 2020 se anunció que la marcha y las festividades del Orgullo de Toronto presenciales, originalmente programados para el 26 al 28 de junio de 2020, habían sido canceladas, según lo dispuesto por la prohibición de la ciudad de Toronto de eventos masivos. festividades hasta al menos el 30 de junio de 2020, debido al impacto de la pandemia de COVID-19 en Canadá. No obstante, se llevaron a cabo actividades virtuales del Mes del Orgullo y una "marcha" en línea organizado por el comediante Brandon Ash-Mohammed en el sitio web de Pride Toronto.
El 24 de febrero de 2021 se anunció que, dado que la prohibición de eventos permitidos y dirigidos por la ciudad se había extendido hasta el 30 de junio de 2021, la marcha del Orgullo presencial y otras festividades relacionadas con el Orgullo originalmente programadas para el 25 al 27 de junio. 2021, serían canceladas. El evento se volvió a organizar virtualmente y fue presentado por Priyanka, ganadora de la temporada 1 de Drag Race de Canadá, con artistas como Allie X, iskwē y Gary Beals. A pesar de la falta de una celebración oficial del Orgullo, se llevaron a cabo algunos eventos a pequeña escala, incluida una Dyke Marchy una manifestación "No Pride in Policing".
La marcha y las festividades del Orgullo de Toronto se reanudaron en junio de 2022.